# Часовня-усыпальница Успенского монастыря
Часовня-усыпальница Успенского монастыря, мавзолей-усыпальница генерала Ивана Глебова — часовня-усыпальница в Старицком Успенском монастыре, Тверская область.
Напротив Введенского храма находится двухэтажный корпус настоятеля, а справа от него — часовня-усыпальница. Построена в 1774 году, в это время здесь был похоронен генерал и сенатор Иван Фёдорович Глебов (1707—1774).
Миниатюрная часовня-усыпальница построена в форме четырёхгранной пирамиды с четырьмя выступами. Внутреннее пространство перекрыто кирпичным сводом. Стены украшены гирляндами, высеченными из белого старицкого камня. Внутри часовни установлен каменный саркофаг, находящийся на пирамидальном возвышении.